# Eccellenza Emilia-Romagna 1992-1993
Il campionato italiano di calcio di Eccellenza regionale 1992-1993 è stato il secondo organizzato in Italia. Rappresenta il sesto livello del calcio italiano.
Questo è il campionato regionale della regione Emilia-Romagna.

## Girone A

### Squadre partecipanti
| Squadra                | Città (provincia)       |
| ---------------------- | ----------------------- |
| U.C. Casalese          | Casalmaggiore (CR)      |
| A.C. Casumaro          | Casumaro (FE)           |
| A.C. Castellarano      | Castellarano (RE)       |
| A.C. Collecchio        | Collecchio (PR)         |
| A.C. Colorno           | Colorno (PR)            |
| U.S. Correggese        | Correggio (RE)          |
| U.S. Fabbrico          | Fabbrico (RE)           |
| F.C. Finale            | Finale Emilia (MO)      |
| Pol. Libertas Argile   | Castello d'Argile (BO)  |
| U.S. Reggiolo          | Reggiolo (RE)           |
| A.S. Sammartinese      | San Martino in Rio (RE) |
| A.S. Termolan Bibbiano | Bibbiano (RE)           |
| U.C. Viadana           | Viadana (MN)            |
| U.S. Vignolese         | Vignola (MO)            |
| A.S. Vis San Prospero  | San Prospero (MO)       |
| A.S. Voltese           | Volta Mantovana (MN)    |

### Classifica finale
|  | Pos. | Squadra           | Pt | G  | V  | N  | P  | GF | GS | DR  |
|  | ---- | ----------------- | -- | -- | -- | -- | -- | -- | -- | --- |
|  | 1.   | Reggiolo          | 40 | 30 | 15 | 10 | 5  | 53 | 26 | +27 |
|  | 2.   | Casalese          | 40 | 30 | 16 | 8  | 6  | 42 | 27 | +15 |
|  | 3.   | Correggese        | 38 | 30 | 14 | 10 | 6  | 36 | 23 | +13 |
|  | 4.   | Termolan Bibbiano | 35 | 30 | 10 | 15 | 5  | 32 | 22 | +10 |
|  | 5.   | Casumaro          | 33 | 30 | 12 | 9  | 9  | 40 | 34 | +6  |
|  | 6.   | Vis San Prospero  | 32 | 30 | 8  | 16 | 6  | 22 | 27 | -5  |
|  | 7.   | Vignolese         | 30 | 30 | 11 | 8  | 11 | 30 | 38 | -8  |
|  | 8.   | Voltese           | 29 | 30 | 8  | 13 | 9  | 35 | 29 | +6  |
|  | 9.   | Sammartinese      | 29 | 30 | 9  | 11 | 10 | 37 | 36 | +1  |
|  | 10.  | Viadana           | 29 | 30 | 8  | 13 | 9  | 37 | 36 | +1  |
|  | 11.  | Libertas Argile   | 29 | 30 | 9  | 11 | 10 | 37 | 40 | -3  |
|  | 12.  | Collecchio        | 28 | 30 | 7  | 14 | 9  | 36 | 39 | -3  |
|  | 13.  | Fabbrico          | 28 | 30 | 6  | 16 | 8  | 30 | 35 | -5  |
|  | 14.  | Castellarano      | 26 | 30 | 5  | 16 | 9  | 26 | 35 | -9  |
|  | 15.  | Colorno           | 24 | 30 | 6  | 12 | 12 | 28 | 35 | -7  |
|  | 16.  | Finale            | 10 | 30 | 1  | 8  | 21 | 12 | 51 | -39 |

### Spareggi

#### Spareggio 1º posto
| Squadra 1 | Risultato | Squadra 2 |
| --------- | --------- | --------- |
| Reggiolo  | 1 - 0     | Casalese  |

| Viadana 23 maggio 1993 | Reggiolo | 1 – 0 | Casalese |  |

### Verdetti finali
- Reggiolo promosso in C.N.D.
- Casalese ripescato in C.N.D.
- Castellarano, Colorno e Finale Emilia retrocedono in Promozione.

## Girone B

### Squadre partecipanti
| Squadra               | Città (provincia)                      |
| --------------------- | -------------------------------------- |
| A.C. Boca             | Bologna (BO)                           |
| Calcio Castrocaro TDS | Castrocaro Terme e Terra del Sole (FC) |
| A.C. Cattolica        | Cattolica (RN)                         |
| A.C. Cervia           | Cervia (RA)                            |
| U.S. Corticella       | Bologna (BO)                           |
| A.S. Imola Calcio     | Imola (BO)                             |
| A.C. Masi Torello     | Masi Torello (FE)                      |
| A.C. Massalombarda    | Massa Lombarda (RA)                    |
| Pol. Molinella        | Molinella (BO)                         |
| U.S. Ostellato        | Ostellato (FE)                         |
| U.P. Pianorese        | Pianoro (BO)                           |
| A.C. Sammaurese       | San Mauro Pascoli (FC)                 |
| S.S. Sampierana       | San Piero in Bagno (FC)                |
| A.C. San Marino       | San Marino (RSM)                       |
| A.S. Santarcangiolese | Santarcangelo di Romagna (RN)          |
| S.S. Savignanese      | Savignano sul Rubicone (FC)            |

### Classifica finale
|  | Pos. | Squadra               | Pt | G  | V  | N  | P  | GF | GS | DR  |
|  | ---- | --------------------- | -- | -- | -- | -- | -- | -- | -- | --- |
|  | 1.   | San Marino            | 44 | 30 | 19 | 6  | 5  | 57 | 17 | +40 |
|  | 2.   | Cervia                | 43 | 30 | 16 | 11 | 3  | 38 | 11 | +27 |
|  | 3.   | Cattolica             | 37 | 30 | 13 | 11 | 6  | 45 | 33 | +12 |
|  | 4.   | Santarcangiolese      | 33 | 30 | 11 | 11 | 8  | 36 | 30 | +6  |
|  | 5.   | Sampierana            | 32 | 30 | 12 | 8  | 10 | 38 | 28 | +10 |
|  | 6.   | Imola                 | 32 | 30 | 12 | 8  | 10 | 36 | 28 | +8  |
|  | 7.   | Savignanese           | 32 | 30 | 11 | 10 | 9  | 33 | 27 | +6  |
|  | 8.   | Sammaurese            | 30 | 30 | 11 | 8  | 11 | 31 | 28 | +3  |
|  | 9.   | Boca                  | 30 | 30 | 8  | 14 | 8  | 23 | 29 | -6  |
|  | 10.  | Pianorese             | 28 | 30 | 7  | 14 | 9  | 17 | 28 | -11 |
|  | 11.  | Massalombarda         | 27 | 30 | 7  | 13 | 10 | 16 | 25 | -9  |
|  | 12.  | Molinella             | 27 | 30 | 8  | 11 | 11 | 19 | 35 | -16 |
|  | 13.  | Masi Torello          | 26 | 30 | 7  | 12 | 11 | 23 | 39 | -16 |
|  | 14.  | Corticella            | 26 | 30 | 10 | 6  | 14 | 25 | 31 | -6  |
|  | 15.  | Ostellato             | 17 | 30 | 4  | 9  | 17 | 23 | 47 | -24 |
|  | 16.  | Calcio Castrocaro TDS | 16 | 30 | 3  | 10 | 17 | 18 | 42 | -24 |

### Spareggi

#### Spareggio salvezza
| Squadra 1    | Risultato | Squadra 2  |
| ------------ | --------- | ---------- |
| Masi Torello | ? - ?     | Corticella |

| ??? 1993 | Masi Torello | ? – ? | Corticella |  |

### Verdetti finali
- San Marino promosso in C.N.D.
- Corticella (dopo spareggio con il Masi Torello), Ostellato e Castrocaro retrocedono in Promozione.